# Willand Aschan
Carl Willand Aschan (uttalas aská:n), född 17 februari 1884 på Åryds bruk i Hemmesjö församling, Kronobergs län, död 31 juli 1973 i Vreta kloster, Östergötlands län, var en svensk jurist. Han var far till döttrarna Gunilla, Ingegerd, Signe gift Ringborg samt Ebba gift Björkqvist.  Sonen Nils Gabriel avled vid nio års ålder i en trafikolycka. Willand Aschan blev morfar till tio barnbarn.
Aschan, som tillhörde släkten Aschan från Östergötland, blev juris utriusque kandidat 1906, var amanuens i justitiedepartementet 1910–1912, notarie i riksdagens lagutskott 1911–1912, tillförordnad fiskal i Svea hovrätt 1913, extra ordinarie assessor 1914, assessor 1915, tillförordnad revisionssekreterare 1916–1920, hovrättsråd 1920–1924, byråchef för lagärenden i socialdepartementet 1922, tillförordnad statssekreterare i kommunikationsdepartementet 1923–1924, tillförordnad expeditionschef i försvarsdepartementet 1924–1925, tillförordnad statssekreterare i kommunikationsdepartementet 1925 och statssekreterare 1927. Han var revisionssekreterare 1924, Justitieombudsmannens suppleant 1925 och regeringsråd 1929–1951. Han var sekreterare hos 1920 års vägsakkunniga 1920–1921 och ordförande i verkställande förvaltningen för järnvägars godssamtrafik 1929. Han var statssekreterare i kommunikationsdepartementet under andra världskriget. Sin senare karriär som jurist verkade han som ordförande i regeringsrätten med titeln regeringsråd. Aschan blev kommendör med stora korset av Nordstjärneorden 1938. Efter pensionering bodde han på släktgården Brunnby i Vreta Kloster.